# Арман, Клод Жозеф
Клод Жозеф Арман (фр. Claude Joseph Armand; 19 ноября 1764, Бурк-ан-Брес — 21 января 1840, Бурк-ан-Брес) — французский военный деятель, полковник (1807 год), барон (1808 год), участник революционных и наполеоновских войн.

## Биография
Родился в семье генерального пристава-исполнителя Клода Армана (фр. Claude-François Armand) и его супруги Марии Югон (фр. Marie-Françoise Hugon). Поступил на службу 14 марта 1782 года фузилером в Коронный полк. 10 октября 1785 года был произведён в капралы. 14 апреля 1788 года вышел в отставку.
Вернулся на службу 4 сентября 1791 года и был избран лейтенантом 3-го батальона волонтёров Эна, который 5 июля 1795 года в ходе амальгамы влился в состав 199-й полубригады, а 30 мая 1796 года – в 51-ю полубригаду линейной пехоты. 12 декабря 1791 года стал старшим аджюданом, принимал участие в кампаниях 1792-94 годов в рядах Рейнской и Мозельской армий. 2 июня 1794 года попал в плен под Кайзерслаутерном.
14 июля 1795 года вернулся во Францию. После этого участвовал в операциях в Альпах, в Италии и в Бельгии. 12 августа 1799 года произведён в командиры батальона в награду за принятые им мудрые распоряжения, которые привели к уничтожению 40 разбойников, орудовавших в департаменте Диль.
С 1800 года действовал в составе армий Батавии и Германии. Несколько раз отличился, и был ранен выстрелом в правое бедро 6 октября 1799 года во время битвы при Кастрикуме. 25 февраля 1804 года был переведён в качестве командира батальона во 2-й полк лёгкой пехоты.
Принимал участие в Австрийской, Прусской и Польской кампаниях в составе Великой Армии. Отвечал за управление островами Волин и Йисдюм в Прусской Померании, был атакован и окружен в городе Волин 6 января 1807 года 500 пехотинцами и 100 прусскими всадниками, поддерживаемые 4 орудиями. Он объединил свой гарнизон, состоящий из 257 человек, атаковал неприятеля, выбил кавалерию, уже вошедшую в город, и отбросил его на всех пунктах, захватив у него две пушки и 100 пленных, потеряв при этом только одного убитым и 21 ранеными. За эти действия награждён Наполеоном офицерским знаком Почётного легиона. 6 мая, с колонной из 800 отборных человек, попытался взять остров Хольм под Данцигом. В час ночи он атаковал во главе 200 человек в штыки 800 русских, захватил 3 редута, 17 пушек, убил 300 человек и сделал 200 пленных.
Эти смелые действия принесли ему 10 мая звание полковника, и командование 22-м полком линейной пехоты, который входил в состав пехотной дивизии Сент-Илера 4-го корпуса маршала Сульта. 10 июня отличился в сражении при Гейльсберге и был ранен. В 1808 и 1809 годах служил в рядах Рейнской армии. 31 марта 1809 года 22-й полк оставил дивизию Сент-Илера, и продолжил занимать Кюстрин и Глогау. В 1810 году переведён на Пиренейский полуостров, и совершил кампании в Испании и Португалии. 2 июля 1811 года был отправлен в отставку.
Умер 21 января 1840 года в Бурк-ан-Бресе.

## Воинские звания
- Солдат (14 марта 1782 года);
- Капрал (10 октября 1785 года);
- Лейтенант (4 сентября 1791 года);
- Капитан (12 декабря 1791 года);
- Командир батальона (12 августа 1799 года);
- Полковник (10 мая 1807 года).

## Титулы
- Барон Арман и Империи (фр. baron Armand et de l'Empire; декрет от 19 марта 1808 года, патент подтверждён 2 августа 1808 года в Бордо)[2][3].

## Награды
Легионер ордена Почётного легиона (14 июня 1804 года)
 Офицер ордена Почётного легиона (27 января 1807 года)
 Коммандан ордена Почётного легиона (22 декабря 1809 года)
 Кавалер военного ордена Святого Людовика (16 января 1815 года)